# Scalesia
Scalesia is een plantengeslacht uit de composietenfamilie (Asteraceae). Het geslacht is endemisch op de Galapagoseilanden. Het omvat vijftien soorten die groeien als struiken of bomen:drie bomen en twaalf struiken. Er zijn ook nog zes ondersoorten.
Dat de planten groeien als bomen is bijzonder, omdat in de composietenfamilie de meeste andere soorten kruidachtig zijn. 
De naam van het geslacht Scalesia was het resultaat van een blunder van Arnott die per  ongeluk "Scales" schreef in plaats van 'Stables', naar de Schotse botanicus William Alexander Stables (1810–1890). Arnott constateerde zelf dat het een blunder is geweest.

## Evolutie
De planten zijn waarschijnlijk geëvolueerd uit enkele zaden die vanaf het vasteland van Zuid-Amerika terecht kwamen op de net gevormde vulkanische eilanden. Door de evolutie pasten de planten zich aan zodat ze de nog lege ecologische niches op de eilanden konden vullen. Scalesia- soorten worden dan ook "de Darwinvinken van de plantenwereld" genoemd omdat ze een vergelijkbaar patroon van adaptieve radiatie laten zien. Deze evolutie vond plaats sinds het pleistoceen, de periode waarin de meeste eilanden zijn ontstaan.
Zo bestaan er planten die aan de droogte zijn aangepast, met behaarde bladeren, en planten met gladde bladeren uit de vochtiger gebieden.

## Beschrijving
Alle Scalesia-soorten hebben zacht, mergachtig hout. 
De meeste soorten zijn struiken met een hoogte tot 3 m. Scalesia microcephala groeit als een kleine boom of struik met een hoogte tot 4 m. De meeste soorten hebben enkelvoudige, lancetvormige tot ovale of hartvormige bladeren. Sommige soorten hebben gelobde of zelfs diep ingesneden bladeren. De bloemhoofdjes hebben meestal buisvormige bloemen en zijn wit en staan in kopjes met vijftien tot driehonderd kleine bloemen.
De meeste soorten groeien op de laag gelegen droge zone van de eilanden, of in de overgangszone naar de vochtige hoger gelegen gebieden. Drie soorten vormen bossen op de vochtige hooglanden.

### Bosvormende soorten
Een van deze bosvormende soorten, tevens de grootste en meest voorkomende soort, is Scalesia pedunculata – een boom die 15 tot 20 meter hoog wordt en in ca. 15 jaar volwassen wordt. Deze bomen groeien meestal in dichte groepen met dezelfde leeftijd. Ze sterven ongeveer tegelijk, als ze rond de 25 jaar oud zijn. Vervolgens groeit er een nieuwe generatie zaailingen op dezelfde leeggekomen plek. Deze wijze van groeien maakt de bossen kwetsbaar. Als de bomen door een gebeurtenis sterven, bijv. in een periode met grote droogte, zijn er soms geen zaailingen beschikbaar om de lege plekken op te vullen.
De grootste groepen Scalesia pedunculata zijn te vinden aan de vochtige bovenwindse zijden van de eilanden Santa Cruz, San Cristóbal, Santiago en Floreana, op een hoogte van 400-700 m. De bekendste en meest bezochte groep ligt op het eiland Santa Cruz en wordt doorkruist door een weg. Veel soorten in het geslacht zijn bedreigd, vooral de Scalesia-bossen. De bossen bieden een habitat voor de Galapagosreuzenschildpad en enkele zeldzaamste vogels. Op Santa Cruz zijn de Scalesia-bossen het tehuis van de Darwinvliegenvanger. Door het kappen van de Scalesia-bossen voor de ontwikkeling van de landbouw met name in het begin van de 20ste eeuw, is de populatie van deze vogel afgenomen. De bossen worden ook ernstig bedreigd door invasieve soorten, zoals de Cubaanse ceder (Cedrela odorata), de rode quinine (Cinchona pubescens), braamstruiken (Rubus niveus), de passiebloem (Passiflora edulis) en grassoorten. Op Santiago, dat onbewoond is, werden de Scalesia-bossen aangetast door de geïntroduceerde geiten. Nu de geiten zijn uitgeroeid, gaat de vegetatie zich weer herstellen.

## Soorten

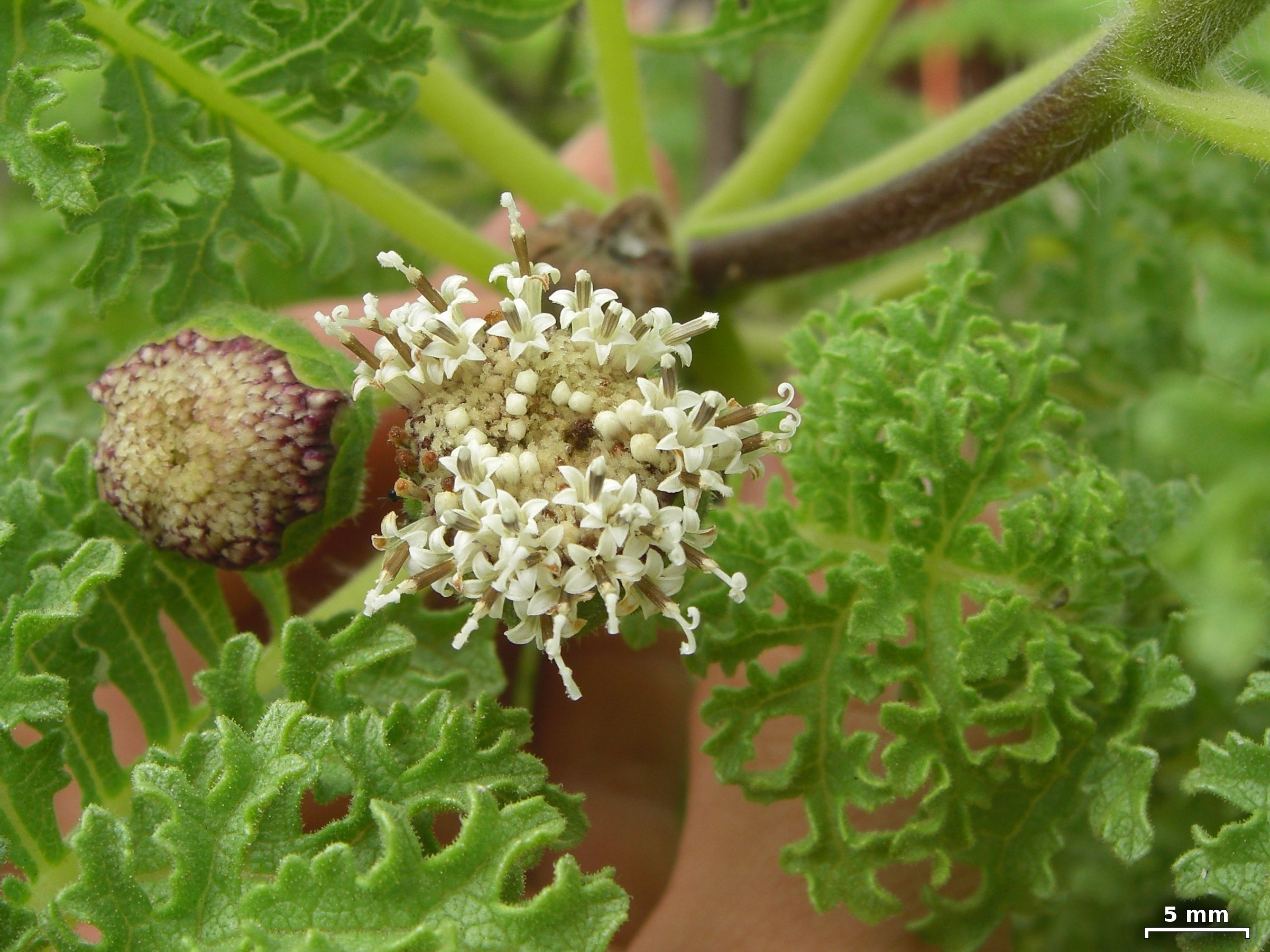
Bloeiwijze van Scalesia helleri

Wiggins en Porter vermelden in hun publicatie Flora of the Galápagos Islands uit 1971 de volgende soorten (met vermelding van de locaties en vindplaatsen):
- Scalesia affinis Hook. f.: pionier op lava, van zeeniveau tot 600 m; Fernandina, Isabela, Santa Cruz, Floreana.
- Scalesia aspera Andersson: in kustgebieden; Santa Cruz
- Scalesia atractyloides Arn.: pioniersplant op verse lava; San Salvador
- Scalesia cordata A.Stewart: op relatief vochtige plaatsen; zuidelijk deel van Isabela. De soort is daar bedreigd.[7]
- Scalesia helleri B.L. Rob.: pioniersplant, nabij de kust; Santa Cruz, Santa Fé
- Scalesia incisa Hook. f.: pioniersplant, tot hoogtes boven 500 m; Pinta, Pinzón, San Cristóbal, Santa Cruz, Wolf
- Scalesia microcephala B.L.Rob.: middel- en hoger gelegen gebieden; Fernandina, Isabela
- Scalesia pedunculata Hook. f.: kleine tot middelgrote boom, tot 20 m hoog, op vochtige plaatsen; Santa Cruz, San Salvador, San Cristobal, Floreana
- Scalesia stewartii L.Riley: op lava van kustgebied tot 200 m. Bartolomé, San Salvador
- Scalesia villosa A. Stewart: pioniersplant, Floreana en Champion (klein eiland bij Floreana).

Daarnaast worden de volgende soorten genoemd:
- Scalesia baurii
- Scalesia cordata
- Scalesia crockeri
- Scalesia divisa
- Scalesia gordilloi
- Scalesia retroflexa